# Démotikus írás

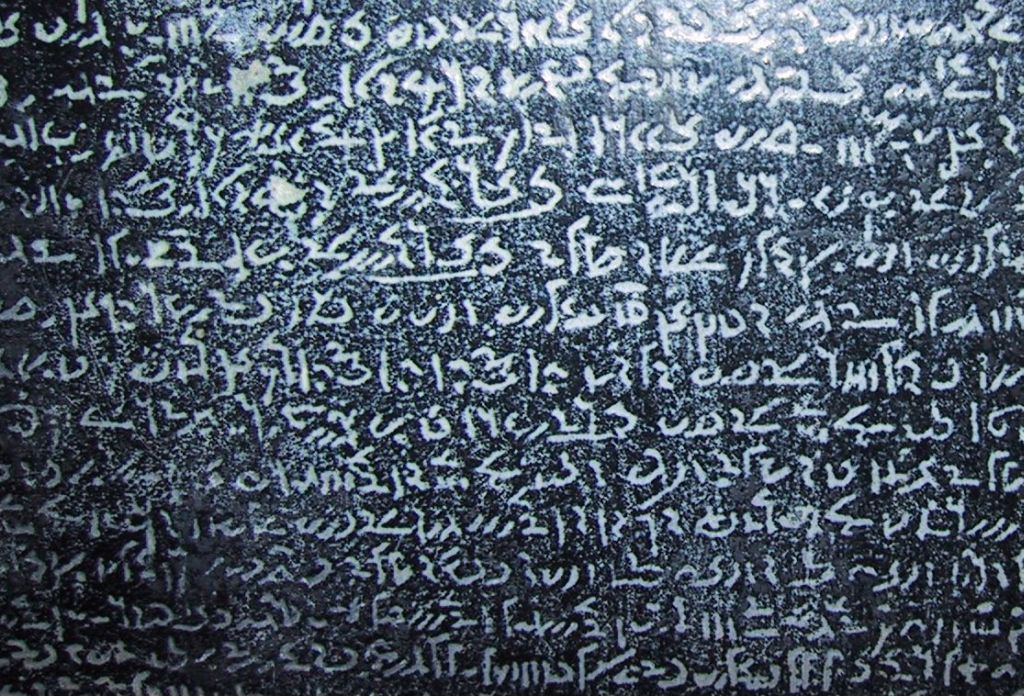
Démotikus szöveg a Rosette-i kő másolatán, Magdeburg

A démotikus írás egy ókori egyiptomi írás, amely a hieratikus íráson keresztül fejlődött ki a hieroglifákból az i. e. 8.–7. században. Körülbelül ezer éven át (a XXV. dinasztiától egészen a római uralomig) használták, amíg a kereszténység terjedésével az egyiptomiak át nem vették a görög ábécét.
A démotikus görög szó (δημοτικός, dēmotikós) jelentése: népi, népies. Ezt az elnevezést Hérodotosz után kapta, valószínűleg azért, mert elsősorban üzleti és magánügyek feljegyzésére szolgált, ellentétben a hieratikussal, melyet a papok használtak (a hiero- előtag jelentése: „szent”). A démotikus írás egyiptomi elnevezése sẖ n šˁ.t , azaz okirati írás.
Másik görög elnevezése: enkórikus – helybeli.
Az egyiptomi írás a maga idejében a legfejlettebb írás volt, bár a mai értelemben vett ábécé feltalálása nem az egyiptomiak, hanem a föníciaiak érdeme. Az egyiptomi írásban 24 mássalhangzójel volt, ám a többi keleti néphez hasonlóan a magánhangzókat ők sem jelölték, ezért hangérték nélküli, determinatív értelmező jegyeket is alkalmaztak.
A hieroglifák csak kitüntetett helyeken és meghatározott, kiemelkedő események alkalmával voltak használatosak. Alapvetően szóírás volt, de a szinte művészien formált jeleket szótagok, mássalhangzó-csoportok és betűk jelölésére is alkalmazták. Mivel ez a fajta írásmód a mindennapi élet számára túl bonyolult lett volna, ezért kialakították a kézíráshoz jobban alkalmazkodó hieratikus (papi) jeleket. Ezeknek a továbbegyszerűsítésével jött létre a démotikus írás, mely sok összevonást és rövidítést tartalmaz, ami nehézkessé teszi az olvasását.
A hieratikus és démotikus írás emlékeivel viszonylag ritkán találkozhatunk, mivel azok általában papirusztekercseken, levéltárakban találhatóak. Annál többször láthatunk hieroglifákat, melyeket kőbe véstek, és így elborítják a templomok és sírkamrák falait.

## Története, korszakai
A démotikus írást és nyelvet a szaiszi dinasztia korától kezdték használni.
Ezek fennállásuk egész ideje alatt változtak, fejlődtek.
Az utolsó ismert démotikus felirat i. sz. 452-re keltezhető, a Philae szigetén álló Ízisz-templom falán látható.
A démotikus írásrendszer fejlődésében három szakaszt különböztetnek meg:
az archaikus, a Ptolemaiosz-kori és a késői korszakokat.

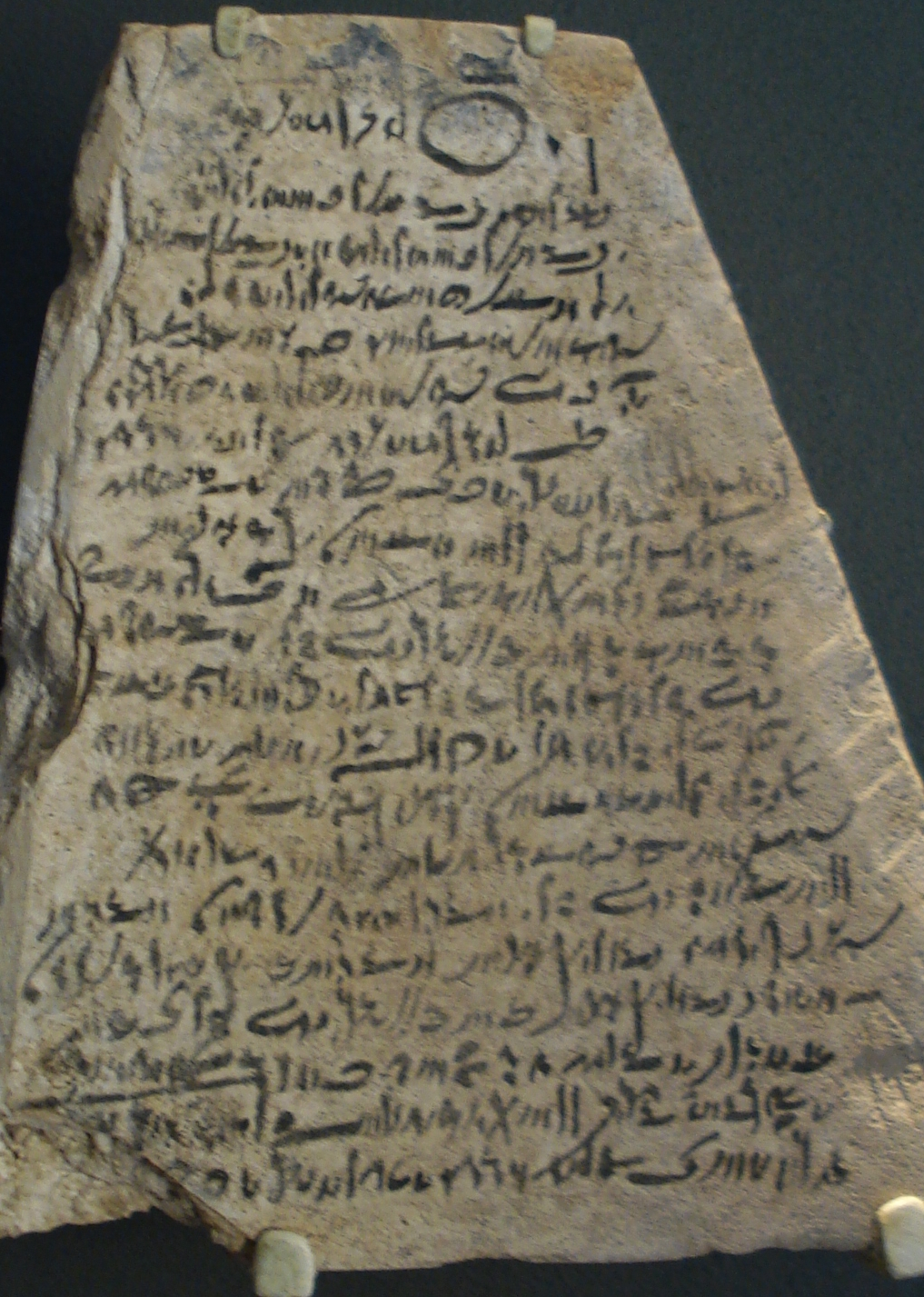
Osztrakon démotikus felirattal. Ptolemaioszi dinasztia, i. e. 305-30.
Valószínűleg thébai; könyörgés Ámon istenhez egy ember vakságának gyógyításáért.

Az archaikus korszak – az i. e. 664 vagy 663-ban uralomra jutott
I. Pszammetik uralkodása idején keletkeztek az első démotikus feliratok, i. e. 640-re datálhatók.
A szaiszi dinasztia végéig egymás mellett léteznek az "abnormális hieratikus" és démotikus írással készített feliratok.
A perzsa korban már általánossá válik a démotikus használata.
Ebből a szaiszi uralkodók fennhatóságának lassú kiterjesztésére lehet következtetni.
Az archaikus periódus az i. e. 332-es makedón hódítással véget ért.
A Ptolemaiosz-kori korszak a démotikus írás legjobban ismert korszaka.
E korszak elején a démotikus jelentősége még elmaradt a görögétől, de később fokozatosan előtérbe került.
Ez a jelenség összefüggésben van a Ptolemaiosz dinasztia hatalmának csökkenésével.
Ezt a korszakot két periódusra osztják:
az első, korai periódus V. Ptolemaiosz koráig tart (i.e. 3-2 század fordulója), ezt követi a késői periódus a korszak végéig,
ami i. e. 30-ban a római hódítással ér véget.
A késői démotikus korszak a római megszállással kezdődik.
Ez a korszak még nincs kellően feldolgozva, kevésbé ismert, mint az előzőek.
A korszakra jellemzőek a démotikus irodalmi papiruszok, oklevelek és egyéb írásos emlékek.
A római császárok idején ez az írás a rómaiakkal szembeni ellenállás egyik kifejező eszközévé is vált.
A keresztény egyiptomiak az i. sz. II. században felhagytak a használatával,
míg a pogányok körében továbbra is használatban maradt, ám ebben a körben is lassan kiszorította a kopt és a görög írás.
Ekkor a démotikus írás története véget ér. A keresztény egyiptomiak a görög ábécét vették át, ami
nem volt elégséges az egyiptomi / kopt nyelv rögzítéséhez, így a kopt ábécébe belekerült hét jel,
amit a démotikus írásból vettek át. Ezek a jelek a mai napig pontosan megőrizték eredeti alakjukat.
(Ϣ š, Ϥ f, Ϧ ḫ, Ϩ h, Ϫ ḏ, Ϭ č,Ϯ ti, ld.még: kopt ábécé).

## Tanulmányozása
A Rosette-i követ 1799-ben találták.
Ezen három különböző – klasszikus görög, démotikus és hieroglif – írással készült felirat olvasható.
A kövön található démotikus feliratot, Silvestre de Sacy és mások erőfeszítéseinek köszönhetően,
még a hieroglif írás megfejtése előtt már olvasni tudták.
A könnyen olvasható és érthető görög szöveg és az egyiptomi hieroglifák összevetésével, hozzáadva a kopt nyelvi ismereteket,
a tudósok / kutatók képesek voltak megfejteni a hieroglif írással írt szöveget.
A megfejtést segítette az a tény, hogy lényegében mindhárom írás fonetikus, viszont a kőből jókora darabok hiányoznak, ezért a démotikus és hieroglif szöveg csak részleges.
Az első kulcsot Ptolemaiosz fáraó neve jelentette, ami a hieroglif szövegben kártusokban szerepel több helyen.
Thomas Young angol tudós ennek alapján azonosított kb. 10 jelet, többé-kevésbé pontosan. Munkáját az Encyclopedia Britannica kiegészítésének egy cikkében publikálta 1819-ben.
Jean-François Champollion francia nyelvész, Young ötletét követve és továbbfejlesztve, más feliratokat is felhasználva, 1822 és 1824 között teljesen megfejtette a hieroglif írást.
Az első démotikus nyelvtant Heinrich Brugsch írta, ez a munka 1855-ben jelent meg
"Grammaire démotique contenant les principes généraux de la langue et d'écriture populaire des anciens Égyptiens" címmel.
Ezután a démotikus tanulmányozása gyakorlatilag szünetelt.
A következő nyelvtan Wilhelm Spielberg műve, amit 1925-ben adott ki "Demotische Grammatik" címmel.
Létezik még Frantisek Lexa nyelvtana, ami kb. 1945-ben jelent meg, címe "Grammaire démotique".
További nyelvtanok: Edda Bresciani és Pierre du Bourget nyelvtanai.
Szótárak tekintetében alapvető mű Wolja Erichsen 1954-ben megjelent szótára (Demotisches Glossar). Spielberg gyűjtése nem jelent meg.
A legújabb elérhető démotikus szótár a Chicagói Egyetemen 2001 körül, Janet H. Johnson által készített The Demotic Dictionary of the Oriental Institute of the University of Chicago (CDD) Archiválva 2014. május 27-i dátummal a Wayback Machine-ben
Mai napig nincs megfelelő démotikus paleográfia. Erichsen adott ki jellistákat szöveggyűjteményeiben, ezeket használják általánosan démotikus szövegek olvasásánál.